# Mastopoma uncinifolium
Mastopoma uncinifolium là một loài Rêu trong họ Sematophyllaceae. Loài này được (Broth.) Broth. mô tả khoa học đầu tiên năm 1905.